# Lycaeides ornata
Lycaeides ornata är en fjärilsart som beskrevs av Barend J. Lempke 1955. Lycaeides ornata ingår i släktet Lycaeides och familjen juvelvingar. Inga underarter finns listade i Catalogue of Life.